# Indothuidium kiasense
Indothuidium kiasense är en bladmossart som beskrevs av Andries Touw 2001. Indothuidium kiasense ingår i släktet Indothuidium och familjen Thuidiaceae. Inga underarter finns listade i Catalogue of Life.